# Skate punk
A skate punk (más néven: skatecore, skate thrash, skate) a punk zenei stílus a gördeszkás szubkultúrán belül. Magyar elnevezése a deszkás punk.
A skate punkon belül a legkedveltebb stílus a melody-core volt, de nem lehet minden melody-core zenekart a skate punkhoz sorolni: például a Gang Green és a JFA nem melody-core-os, hanem inkább kaotikus old-school-hardcore-osak/speedpunkos, a U.S. Bombs, The Hunns, Streetpunk és a Suicidal Tendencies zenekarok pedig a trashcore alapítói.
Az 1990-es években a főképp a grunge volt nagyon népszerű, a '90-es évek vége óta a metalcore vált egyre kedveltebbé.

## Eredete és fejlődése
Már az 1970-es évek végén megjelentek a deszkások az amerikai punk színtéren mint sportolók, főképp Kaliforniában volt népszerű. A kaliforniai hardcore terén az 1980-as évek elején hardcore zenekarok tűntek fel, akik nemcsak aktív gördeszkások is voltak, hanem ezt a sportot a dalaikban is feldolgozták. Az USA-ban a korai skate punkegyüttesek közé tartoznak a Gang Green, Suicidal Tendencies és a JFA vagy később a kanadai SNFU. A deszkás punk – mint a punkmozgalom általában – anarchista irányultságú
A kései nyolcvanas években a melody-core együttesek, például a Pennywise, a The Offspring és a NOFX skatepunkká alakultak. Ezt az 1990-es évek kezdetén a Satanic Surfers, Lagwagon, Millencolin, Anti-Flag, Venerea és a Guttermouth követte. Napjaink egyik legnépszerűbb skate zenekara a ZSK és az Offspring.

## A skate és a divat
A stílust követők sportosan öltözködnek. Jellemző a zenekarok neveit tartalmazó póló, csuklószorító. A '90-es években a skate-ek körében a grunge divat volt a jellemző. A skate-ek hasonlítanak néha a streetpunkokhoz, tarajos frizura, láncok, bőrdzseki. Az USA-ban divatként terjed a stílus a '90-es évektől, így igen sok kritika éri. Sok punk elítéli ezt a műfajt; divathullámnak tartják.